# Romeo & Julie 2300
Romeo & Julie 2300 je sci-fi kniha Vladimíra Párala z roku 1982, jejíž děj se odehrává v roce 2300.

## Děj
Hlavními postavami jsou mladí milenci Manka Lebdušková a Milan Kareta, kteří žijí v souměstí Praha-Ústí. Toto souměstí vzniklo někdy před rokem 2300 z měst Praha a Ústí nad Labem. Má rozlohu 180 kilometrů čtverečních, 9,6 miliónů obyvatel ve 42 obvodech. Mezi oběma městy vede magistrála, která má 36 jízdních pruhů v každém směru. V knize „Romeo & Julie 2300“ se objevila ještě dvě blíže nespecifikovaná souměstí, a to Melsyd (vznikl spojením australských měst Melbourne a Sydney), a Dresden-Leipzig.
Dvojice hlavních postav se rozhodne uzavřít manželství, ale nutnou podmínkou pro jeho uzavření je složení psychotestu, který zjišťuje, zda se k sobě manželé hodí. Test však ukáže, že oba dva jsou odlišní snad ve všech možných ukazatelích, a proto jim manželství není umožněno.
Obě hlavní postavy si postupně kladou otázky, zda tomu tak opravdu není, ale zároveň vzdorují systému, který jim sňatek neumožňuje a snaží se je pomocí sofistikovaných metod přesvědčit, že jejich vztah nemá budoucnost. V průběhu času poznají, že toho mnoho nevěděli o sobě ani o svém partnerovi. V následujícím testu se k sobě jejich vlastnosti mírně přiblíží, ale pořád jsou velice daleko od hodnot, které jsou potřebné pro uzavření sňatku.
Vědci však postupně uznají, že jejich snaha o roztržení páru nemá cenu, a děj knihy končí v situaci, kdy jsou Manka a Milan podrobováni závěrečnému testu, kdy spolu musí bez problému vydržet žít nějaký čas ve stanu.